# Айсиньгьоро Икуан

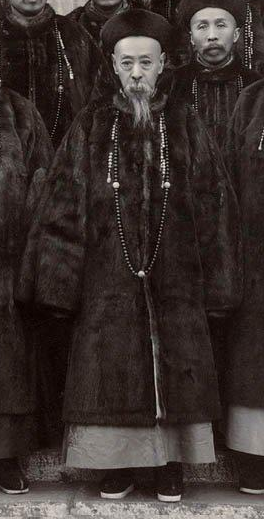
Икуан, князь Цин

Айсиньгьоро Икуан (кит. 慶密親王; 16 ноября 1838 — 28 января 1917) — маньчжурский дворянин и политик империи Цин, официально известный как удельный князь Цин. Он занимал пост первого премьер-министра Императорского кабинета, кабинета, созданного в мае 1911 года взамен Большого совета.

## Ранняя жизнь и карьера
Икуан родился в клане Айсинь Гьоро как старший сын Мяньсина (綿性; 1814—1879), мелкого дворянина, носившего титул буру бафен фугуогун. Он был усыновлен своим дядей Мяньти (綿悌; 1811—1849), который носил титул третьего класса чжэнго цзянцзюня. Его дедом был Юнлинь (1766—1820), 17-й сын императора Цяньлуна и первый в очереди на титул удельного князя Цин, одном из 12 княжеских «железношапочных» родов империи Цин.
Икуан унаследовал титул фугуо цзянцзюня в 1850 году и был повышен до бэйцзы в 1852 году. В январе 1860 года император Сяньфэн дополнительно повысил Икуаан до статуса бэйлэ. В октябре 1872 года, после того, как император Тунчжи женился на императрице Сяочжэй, он повысил Икуана в звании до удельного князя и назначил его юцянь дачэнем (御前人臣; старший министр), подчиняющийся непосредственно императору).

## Служба при императоре Гуансюе
В марте 1884 года, во время правления императора Гуансюя, Икуан был назначен во главе Цзунли ямэнь (де-факто министерство иностранных дел) и получил титул «удельный князь Цин» (慶郡文). В сентябре 1885 года ему было поручено помогать великому князю Чуню в надзоре за морскими делами. В феврале 1886 года он был удостоен привилегии войти во внутренний императорский двор для встречи с императором. В январе 1889 года он получил дополнительное назначение: ю цзунчжэн (右宗正; Правый директор Императорского кланового двора). После того, как император Гуансюй женился на императрице Сяодинцзин в 1889 году, он предоставил дополнительные привилегии Икуану. В 1894 году, когда вдовствующая императрица Цыси отмечала свое 60-летие, она издала указ, повышающий Икуана до статуса великого князя; с тех пор Икуан был официально известен как «великий князь Цин».
Примерно в октябре 1894 года, во время Первой японо-китайской войны, Икуан был назначен на должности верховного комиссара адмиралтейства, главы «Цзунли ямэнь» и руководителя военных операций, причем последний стал квази-генеральным штабом.
Икуан был вовлечен в «продажу» официальных должностей, при которой человек мог получить официальную должность по рекомендации князя, заплатив ему определенную сумму денег. Он стал «тем, к кому надо зайти» для закулисных сделок в политике.
Во время Боксерского восстания с 1899 по 1901 год Икуан больше симпатизировал иностранцам, тогда как Айсиньгьоро Цзайи встал на сторону боксеров против иностранцев. При императорском дворе Цин были сформированы две фракции: «умеренная» проиностранная группа, возглавляемая Икуаном, и ксенофобская группа, возглавляемая Цзайи. Икуан был дискредитирован за свою про-иностранную позицию в июне 1900 года, когда многонациональные вооруженные силы выступили из Тяньцзиня в Пекин (см. Экспедиция Сеймура) Он был немедленно заменен «реакционером» Дзайи на посту главы Цзунли Ямэнь. Войска цинской империи и боксеры, действовавшие под командованием Дзайи, разгромили первую экспедицию Сеймура. Икуан даже писал письма иностранцам, приглашая их укрыться в офисах Цзунли Ямена во время осады международных миссий людьми Дзайи. Другой про-иностранный генерал, Жунлу, предложил обеспечить сопровождение иностранцев, когда его солдаты должны были убивать иностранцев. Войска Икуана и Дзайи несколько раз вступали в столкновения. Икуан приказал своим знаменосцам атаковать боксеров и Воинов Кансу.
Затем вдовствующая императрица Цыси отправила Икуана вместе с Ли Хунчжаном на переговоры о мире с Альянсом восьми держав после того, как они вторглись в Пекин в 1901 году. Икуан и Ли Хунчжан подписали Боксерский протокол 7 сентября 1901 года. Во время конференции Икуан считался представителем, в то время как фактические переговоры вел Ли Хунчжан. Вернувшись в Пекин в качестве высокопоставленного члена императорского двора, Икуан продолжал следовать своим старым обычаям и был презираем не только реформаторами, но и придворными чиновниками умеренного толка.
В июне 1901 года Цзунли ямэнь был преобразован в Вайубу (外務部; министерство иностранных дел), которым по-прежнему руководил Икуан. В декабре старший сын Икуана, Цзайчжэнь, стал бэйцзы. В дискуссиях по поводу Маньчжурии Икуан «был смелее в сопротивлении русским [чем Ли Хунчжан], хотя в последнем случае он был слаб и неспособен противостоять давлению. Японцы считали его „ничтожеством“, но на это суждение, возможно, повлиял тот факт, что он не часто принимал их советы». Он также был назначен в Большой совет в марте 1903 года. Позже в том же году он был назначен во главе министерств финансов и обороны — в дополнение к своей должности главы министерства иностранных дел. Однако он также был освобожден от своих обязанностей юцянь дачэня (御前人臣) и заменен своим старшим сыном Цзайчжэнем.
После смерти императора Гуансюя 14 ноября 1908 года вдовствующая императрица Цыси выбрала новым императором Пу И, двухлетнего сына Цзайфэна (князя Чуня). Пу И был «принят» в императорскую родословную, следовательно, номинально он больше не был сыном Цзайфэна. Вдовствующая императрица Цыси умерла на следующий день.

## Служба при императоре Сюаньтуне

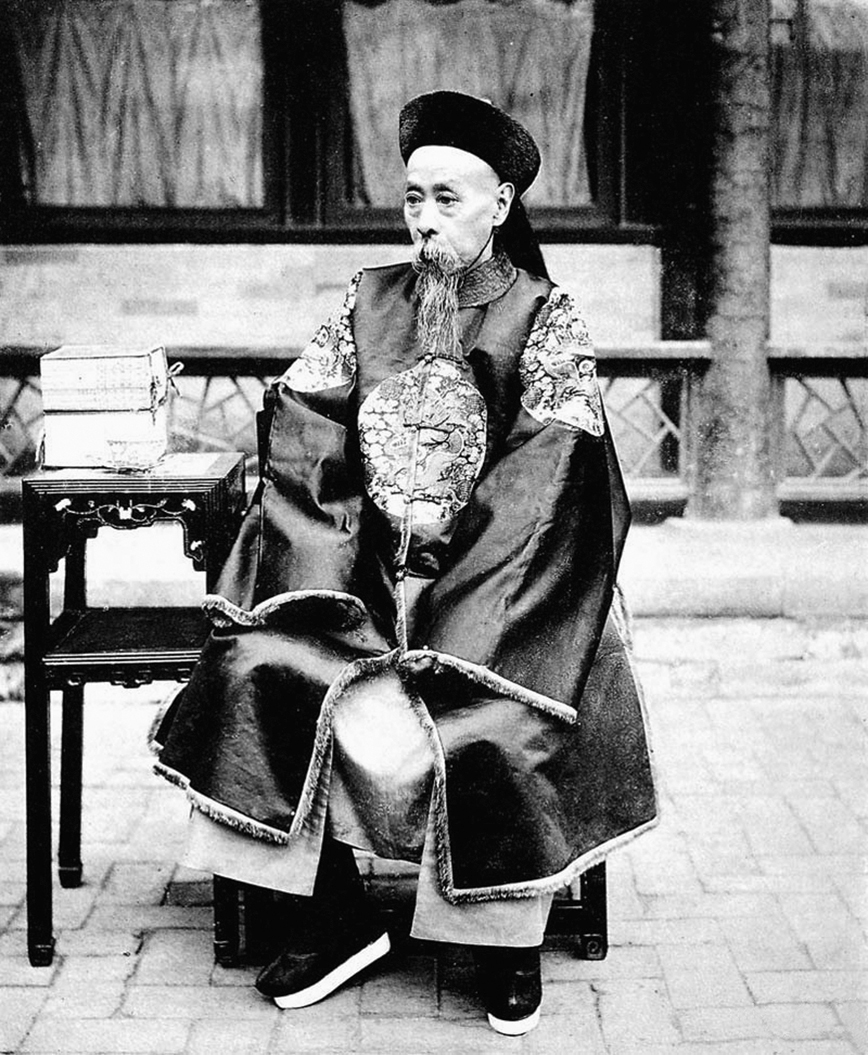
Фотография князя Икуана.

Пу И взошел на трон как император Сюаньтун, а его биологический отец, Цзайфэн (князь Чунь), исполнял обязанности регента. В 1911 году Цзайфэн упразднил Большой совет и заменил его «Императорским кабинетом», после чего он назначил Икуана премьер-министром Императорского кабинета (內閣總理人臣).
Когда в октябре 1911 года вспыхнуло Учанское восстание, Икуан ушел с поста премьер-министра, предложив вместо себя свой пост Юаню Шикаю, и назначил себя главой исполнительной власти Бидэюаня (яп.弼文院; правительственный орган, созданный в мае 1911 года, который консультировал императора). Икуан и Юань Шикай убедили вдовствующую императрицу Лунъюй (императрицу Сяодинцзин) отречься от престола от имени императора Сюаньтуна. Вдовствующая императрица прислушалась к их совету в феврале 1912 года.

## Жизнь после падения династии Цин
После падения династии Цин и создания Китайской Республики Икуан и его старший сын, Цзайчжэнь, сколотили состояние и переехали из Пекина в британскую концессию в Тяньцзине. Позже они переехали обратно в резиденцию князя Цина (慶文府) на улице Динфу № 3 в пекинском районе Сичэн.
Икуан скончался от болезни в 1917 году в своей резиденции. Император Пу И присвоил ему посмертный титул «великий князь Цинми» (慶密親文). В том же году Ли Юаньхун, президент Китайской Республики, разрешил Цзайчжэню унаследовать родовой титул «князь Цин».

## Семья
У Икуана от жён и наложниц было 6 сыновей (старший из них — Цзайчжэнь) и 12 дочерей.

## Награды
- Орден Цветка Сливы (27 февраля 1905 года, Корейская империя)[10]